# Unione Territoriale Intercomunale Sile e Meduna
L'Unione Territoriale Intercomunale Sile e Meduna è stato un ente amministrativo e territoriale istituito nel 2016, contestualmente alla cessazione delle province della regione Friuli-Venezia Giulia. È stata soppressa nel 2020 ai sensi della legge regionale 21/2019. Prende il nome dalla zona geografica al confine con il Veneto orientale lungo i fiumi Sile e Meduna.
| Stemma | Comune               | Popolazione | Superficie | Altitudine |
| ------ | -------------------- | ----------- | ---------- | ---------- |
|        | Azzano Decimo        | 15 562      | 25,51      | 14         |
|        | Chions*              | 5 138       | 33,45      | 16         |
|        | Pasiano di Pordenone | 7 651       | 26,21      | 10         |
|        | Prata di Pordenone*  | 8 354       | 22,96      | 18         |
|        | Pravisdomini*        | 3 422       | 16,21      | 10         |

(*) I comuni contrassegnati non hanno mai sottoscritto lo statuto della relativa unione territoriale di appartenenza.